# Elaphoglossum favigerum
Elaphoglossum favigerum är en träjonväxtart som beskrevs av Richard Eric Holttum 1966. Elaphoglossum favigerum ingår i släktet Elaphoglossum och familjen Dryopteridaceae. Inga underarter finns listade.